# Хюбнер, Бьёрн
Бьёрн Хюбнер (нем. Björn Hübner, р.22 января 1986) — немецкий фехтовальщик-саблист, чемпион Европы, призёр чемпионатов Европы и Европейских игр.

## Биография
Родился в 1986 году в Таубербишофсхайме. В 2009 и 2010 годах становился бронзовым призёром чемпионата Европы. На чемпионате Европы 2011 года завоевал серебряную медаль В 2012 году принял участие в Олимпийских играх в Лондоне, где занял 5-е место в составе команды. В 2015 году стал бронзовым призёром Европейских игр. В 2019 году на домашнем чемпионате Европы Бьёрн впервые в карьере стал чемпионом Европы, выиграв командное первенство.